# Oscar-II-Land
Koordinaten: 78° 32′ N, 13° 7′ O

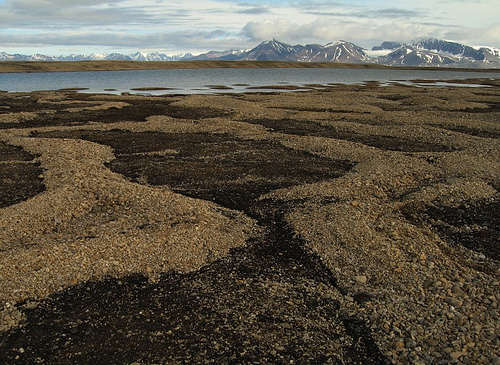
Foto von Eskern am Strand im Forlandsundet mit Prins Karls Forland im Hintergrund.

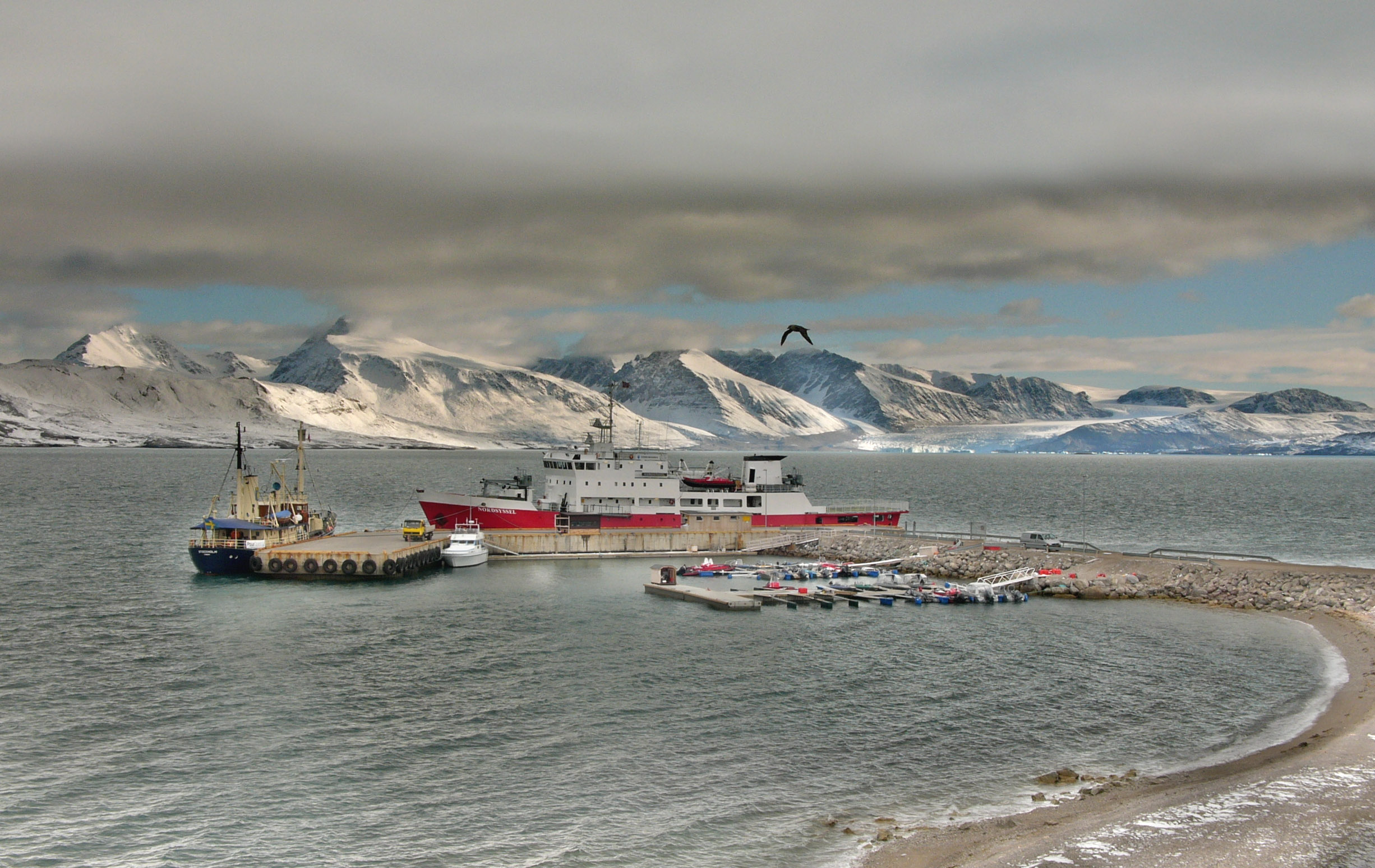
Das Schiff des Sysselmannen, die «Nordsyssel», liegt am Kai von Ny-Ålesund in Oscar-II-Land.

Oscar-II-Land ist ein Gebiet auf der Insel Spitzbergen in Svalbard, einer zu Norwegen gehörenden Inselgruppe im Nordatlantik und im Arktischen Ozean.

## Geografie
Oscar-II-Land befindet sich an der Westküste des nördlichen Teils von Spitzbergen, zwischen dem Isfjorden im Süden und dem Kongsfjorden im Norden. Im Westen wird Oscar-II-Land durch den Forlandsundet begrenzt, auf dessen anderer Seite sich die Insel Prins Karls Forland befindet. Die nordöstliche Grenze ist eine direkte Linie vom Kongsfjorden über Kongsvegen und Sveabreen zum Nordfjorden (einem Seitenarm des Isfjorden). Dies bildet die Grenze zu James-I-Land.

## Landschaft und Besiedelung
Während das Landesinnere von Oscar-II-Land von Gletschern dominiert wird, leben an der Küste verschiedene Stämme des Spitzbergen-Rens und Walrosse. Eisbären sind dagegen eher selten. Im Wasser leben Weißwale und Zwergwale. Am Alkhornet ganz im Süden am Isfjorden gibt es über 10.000 brütende Vögel. Die Lovénøyane im Kongsfjorden bilden das Kongsfjorden Vogelreservat. Es gibt noch weitere Vogelreservate in Oscar-II-Land. Die Küstenlinie gegen den Isfjord gehört zum Nordre-Isfjorden-Nationalpark. 
Die Forschungssiedlung Ny-Ålesund liegt ebenfalls am Kongsfjorden im Norden von Oscar-II-Land. 

## Geschichte
Die Küste von Oscar-II-Land diente schon seit dem 16. Jahrhundert als Stützpunkt für den Walfang, wovon unter anderem entsprechende Überreste in der Engelskbukta zeugen. Das Gebiet ist reich an Bodenschätzen, besonders an Kohle, die früher in Ny-Ålesund abgebaut wurde. Nachdem der Kohlebergbau dort eingestellt wurde – unter anderem als Folge der Kings-Bay-Affäre – entwickelte sich Ny-Ålesund zum heutigen Forschungsstandort. 

## Etymologie
Oscar-II-Land wurde nach Oscar II. (1829–1907) benannt, der von 1872 bis 1907 König von Schweden und von 1872 bis 1905 auch König von Norwegen war.